# Lydia von Auw
Lydia von Auw (Morges, 6 augustus 1897 - aldaar, 14 mei 1994) was een Zwitserse kerkhistorica en geestelijke.

## Biografie

### Afkomst en opleiding
Lydia von Auw was een dochter van Jean von Auw en van Henriette Hagenbucher. Ze studeerde theologie, eerst van 1917 tot 1921 aan de faculteit theologie van de Vrije kerk van Vaud in Lausanne en vervolgens aan de Universiteit Sapienza in Rome, waar ze les kreeg van Ernesto Buonaiuti. Gaandeweg ontwikkelde ze een vriendschapsband met Buonaiuti, die een bepalende invloed zou hebben op haar verdere leven en haar deed interesseren in geschiedenis. In 1924 sloot ze haar studies af met een proefschrift over het katholiek modernisme.

### Geestelijke
Von Auw ontving in 1935 de pastorale wijding binnen de Vrije kerk en werd daarmee de eerste vrouwelijke pastoor in het kanton Vaud. Ze nam het pastoraat van het ziekenhuis van Saint-Loup op zich (1935-1948), alvorens aan de slag te gaan in de parochie van L'Auberson (1949-1960) en vervolgens die van Chavannes-le-Chêne (1960-1966). Gedreven door een diep geloof, koos von Auw een liberale piëtistische lijn.

### Kerkhistoricus

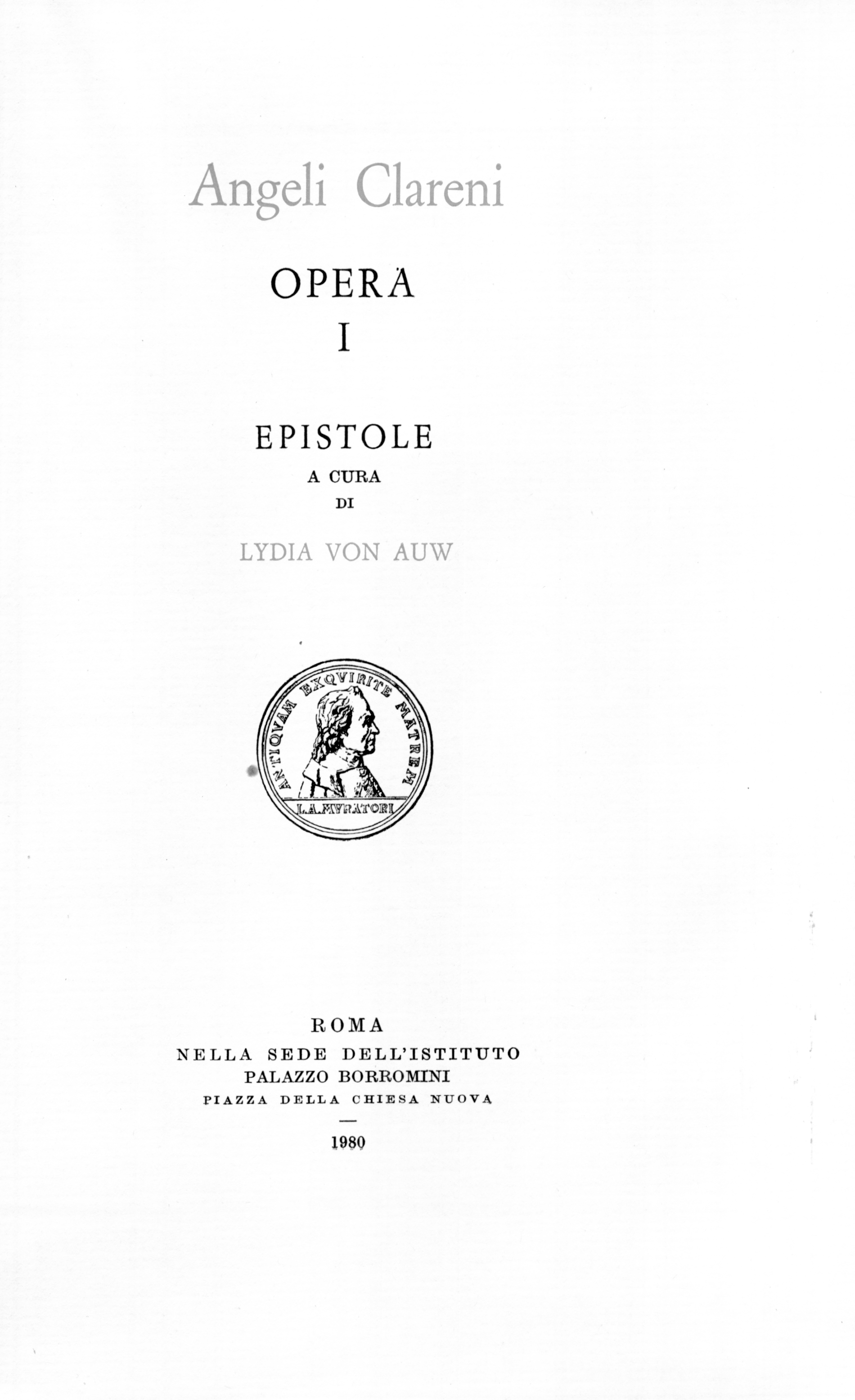
Angeli Clareni. Opera. I: Epistole, 1980.

Als overtuigd democraat sloot von Auw zich aan bij het antifascistische verzet, met name met Buonaiuti, die doceerde aan de Universiteit van Lausanne (1935-1939). Haar doctoraat uit 1948 en haar latere werken gewijd aan Angelo Clareno (ca. 1255-1337) en Franciscaanse spiritualisten leidden in 1979 tot de volledige publicatie van haar proefschrift in Rome en leverde haar internationale aandacht op.

## Werken
- (fr)  Angelo Clareno et les spirituels italiens, 1979.
- (fr)  Angeli Clareni. Opera. I: Epistole, 1980.